# Brassavola tuberculata
Brassavola tuberculata là một loài lan.

## Hình ảnh

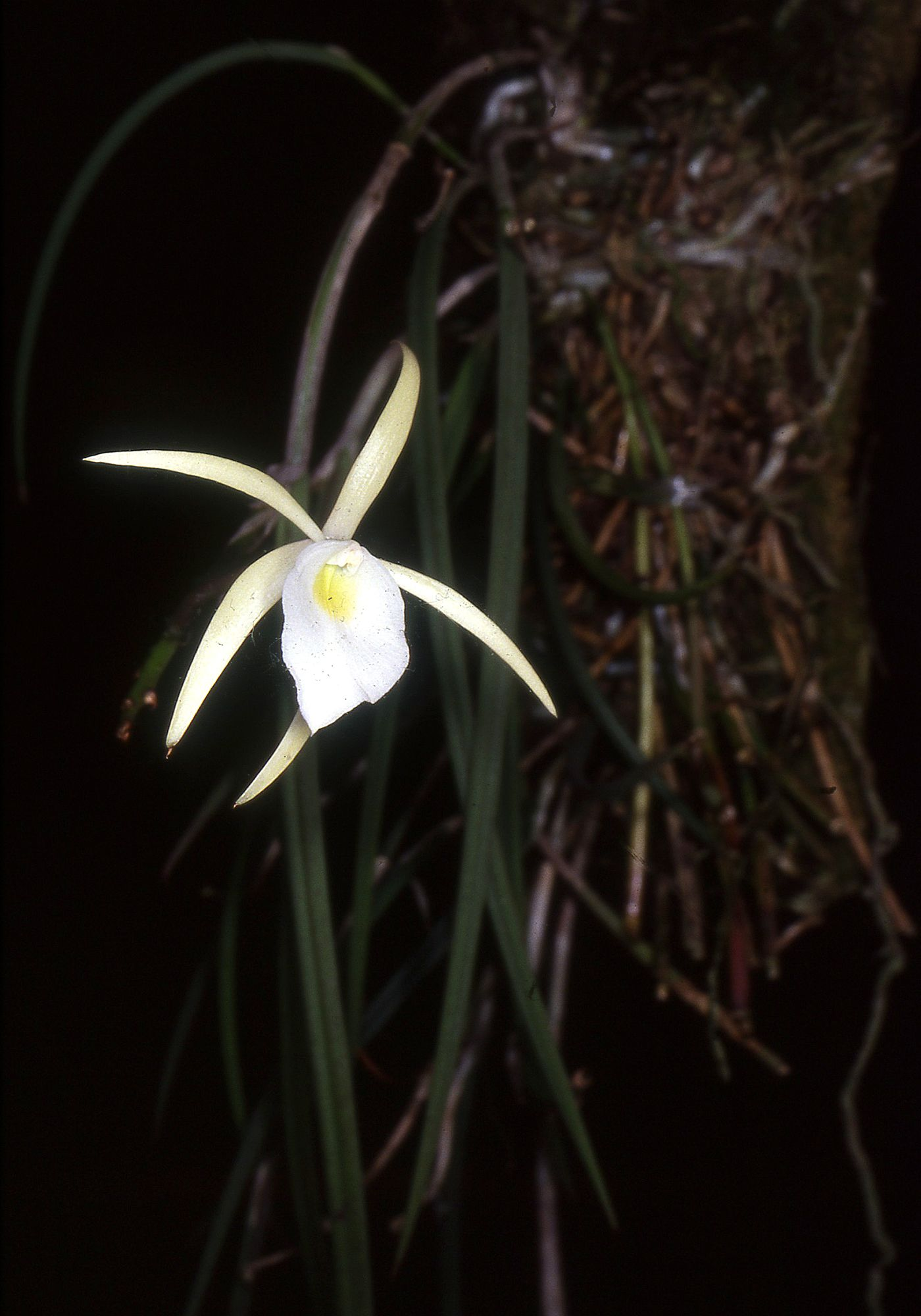
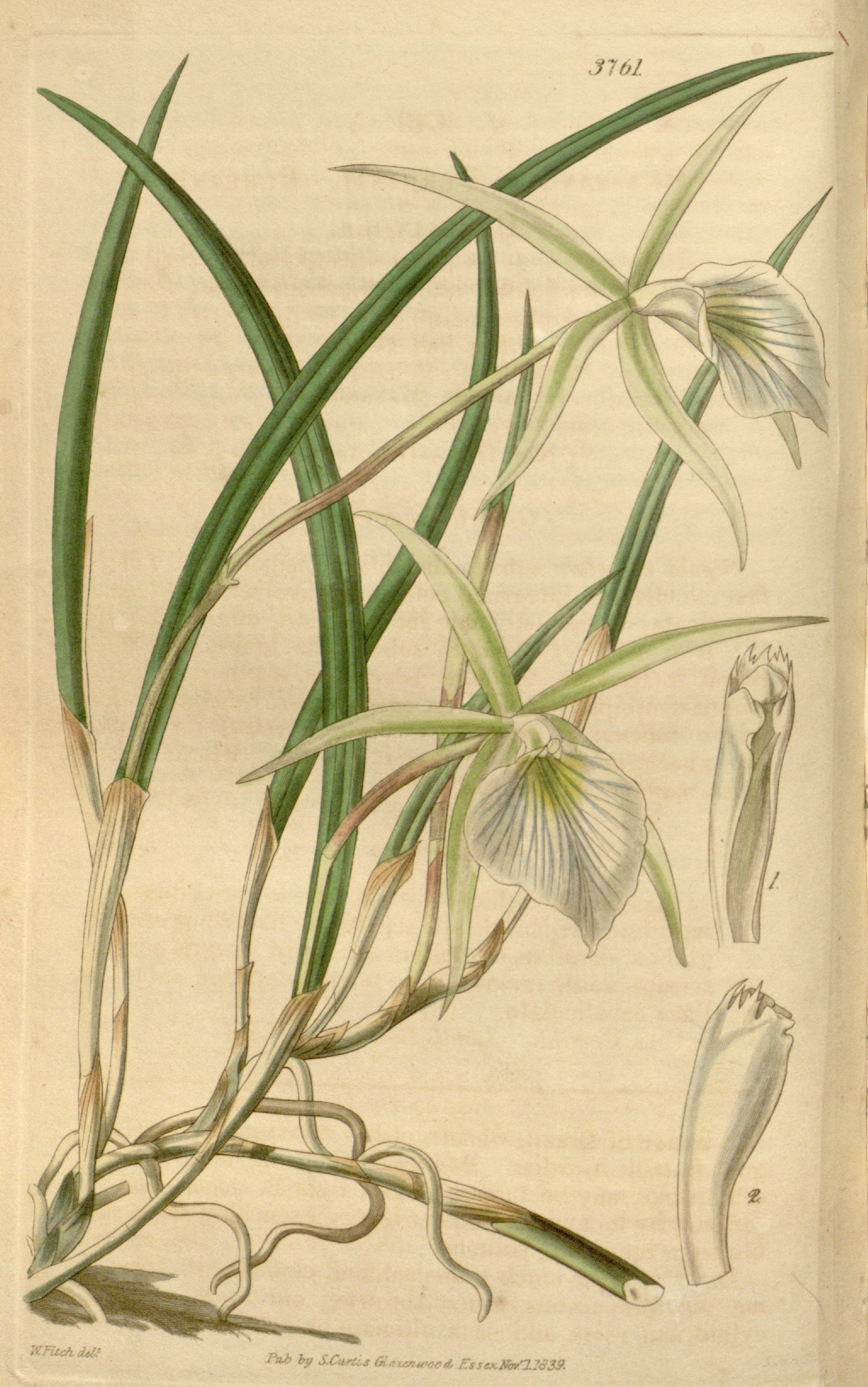
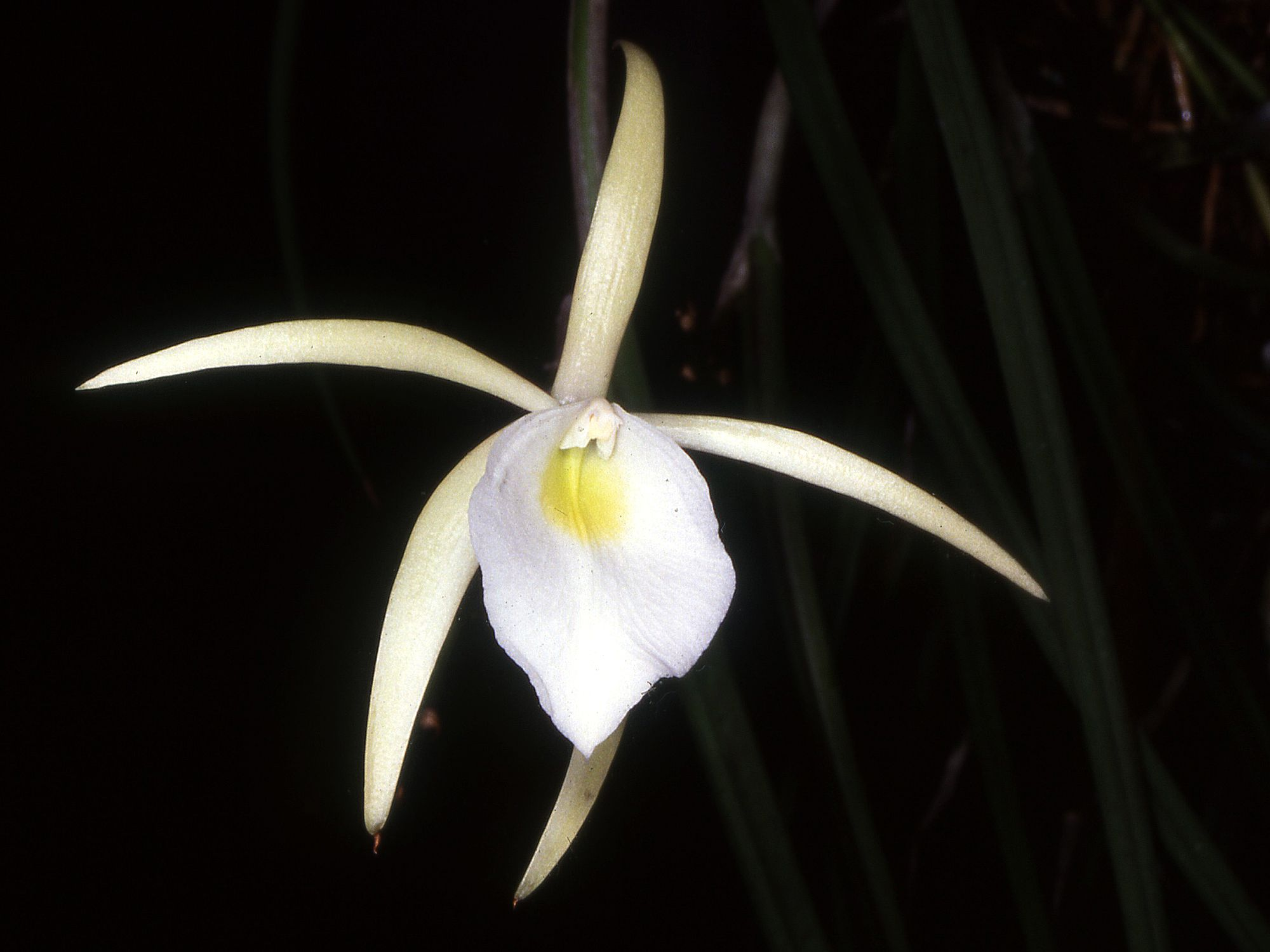